# Anatoly Kim
Anatoly Andreyevich Kim (tiếng Nga: Анатолий Андреевич Ким) là một nhà văn, nhà viết kịch, nhà biên kịch điện ảnh, dịch giả Nga.

## Tiểu sử và sự nghiệp
Anatoly Andreyevich Kim sinh ngày 15 tháng 6 năm 1939 tại làng Sergyevka thuộc khu vực Shymkent (Cộng hòa Xã hội Chủ nghĩa Xô viết Kazakhstan), trong một gia đình giáo viên. Tổ tiên của ông vốn là người Triều Tiên di cư đến vùng Nga vào thế kỷ XIX, nhưng vào năm 1937, cha mẹ ông bị đày tới Kazakhstan trong cuộc Đại thanh trừng do Stalin phát động, và năm 1947 thì chuyển đến Sakhalin.